# Sport a San Marino

## Sport rappresentati

### Baseball
Nella Repubblica la società professionistica di baseball autorizzata a disputare il campionato italiano è il San Marino Baseball Club. Al dicembre 2021, il club annovera nel proprio palmarès 5 campionati italiani e 3 Coppe dei Campioni.
In passato ha disputato la Coppa dei Campioni rappresentando la federazione sammarinese nonostante in realtà giocasse nel campionato italiano. Questa particolare norma (non presente in altri sport) gli valse la partecipazione a tale competizione anche nelle stagioni in cui negli anni '90 la squadra ha preso parte al campionato di Serie A2.
La Nazionale di baseball si è qualificata alle edizioni degli Europei del 1971 e del 1985.

### Bocce
Altro risultato importante arriva ai Giochi del Mediterraneo di Bari del 1997, quando la coppia Frisoni - Bollini ottenne l'argento nella disciplina della Raffa.

### Calcio
Il calcio è lo sport principale a San Marino.
La Federazione Sammarinese Giuoco Calcio (FSGC), fondata nel 1931, organizza le competizioni nazionali e la squadra nazionale che partecipa alle competizioni internazionali. L'affiliazione alla UEFA e alla FIFA è stata ottenuta nel 1988, dopo due anni di affiliazione provvisoria. L'attività internazionale coinvolge sia la Nazionale maggiore che le Nazionali giovanili.
Negli anni trenta per alcuni decenni sono stati organizzati campionati a 4 squadre. In seguito, la Coppa Titano, torneo estivo, sopperisce al campionato nazionale quando non organizzato.
Nel 1985 viene organizzato il primo campionato sammarinese, di durata da settembre a maggio. La prima squadra campione è il Faetano. Nello stesso anno vengono introdotte le Carte Federali (Statuto, Regolamento Organico, Regolamento di Disciplina, Regolamento Arbitrale).
Attualmente, al campionato nazionale partecipano 15 squadre, divise in due gironi di 8 e 7 squadre. Il titolo viene assegnato con una fase di play-off alla quale sono ammesse le prime tre di ciascun girone.
La Federazione organizza inoltre la Coppa Titano, Coppa Nazionale a partire dal 1980, e il Trofeo Federale, Supercoppa nazionale.
La Nazionale ha esordito nel 1986 con una sconfitta per 1-0 in un'amichevole contro la Nazionale Olimpica canadese. Il primo incontro ufficiale si è tenuto il 14 novembre 1990: sconfitta per 4-0 contro la Svizzera in un incontro valido per le qualificazione al Campionato europeo.
Successivamente, la Nazionale ha preso parte alle qualificazioni per il Campionato Europeo e la Coppa del Mondo, con scarsi risultati. Va tuttavia ricordato il gol di David Gualtieri in San Marino-Inghilterra 1-7 del 17 novembre 1993 segnato dopo 8,3 secondi: all'epoca si è trattato del gol più rapido della storia del calcio internazionale. Il primato ha resistito fino al 10 ottobre 2016, quando è stato battuto dal belga Christian Benteke, capace di segnare in 8,1 secondi durante la partita di qualificazioni ai Mondiali di Russia 2018 tra Gibilterra e Belgio.
La prima vittoria davanti a oltre 70 sconfitte è stata conseguita all'Olimpico di Serravalle per 1-0 il 28 aprile 2004 nella gara amichevole contro il Liechtenstein, con gol di Andy Selva; tale incontro ha rappresentato l'unica vittoria della nazionale sammarinese fino al 5 settembre 2024, giorno in cui i Titani, in UEFA Nations League, hanno conseguito una seconda vittoria per 1-0 contro il principato, grazie al gol segnato da Nicko Sensoli.
Il miglior calciatore sammarinese è stato Massimo Bonini, che dopo aver giocato nella Serie A italiana vincendo numerosi trofei con la Juventus è stato anche commissario tecnico della Nazionale di San Marino; il ruolo di selezionatore è ora affidato a Giampaolo Mazza.
La società calcistica che è autorizzata a rappresentare l'intero paese nel campionato italiano è il San Marino Calcio che tuttora milita nel campionato di Lega Pro Prima Divisione (girone A) e gioca le sue partite casalinghe sul campo dello Stadio Olimpico di Serravalle, stesso campo utilizzato dalla nazionale sammarinese.
Nella stagione 2006-2007 per la prima volta una formazione sammarinese - la Società Sportiva Murata - si è qualificata per la Champions League. Il 17 luglio 2007 allo Stadio Olimpico di Serravalle si è disputata l'andata del primo turno preliminare dell'edizione 2007/08 della Champions League, tra il Murata ed i finlandesi del Tampere, terminata con la vittoria di questi ultimi per 2-1. Nel ritorno i finlandesi hanno nuovamente prevalso per 2-0.
Nella stagione 2007-2008 è arrivato il primo pareggio di una squadra sammarinese in Coppa Uefa, l'A.C. Libertas contro gli irlandesi del Drogheda United per 1-1. Un altro pareggio è stato ottenuto dal Faetano nell'incontro di ritorno del primo turno preliminare dell'Europa League 2010-2011: 0-0 contro la squadra georgiana del FC Zestaponi, dopo aver perso per 5-0 nella gara di andata.
La prima vittoria per una compagine sammarinese nelle coppe europee è giunta nell'incontro di ritorno del primo turno preliminare della Champions League 2013-2014: il Tre Penne ha battuto per 1-0 gli armeni dello Shirak FC dopo che questi avevano vinto per 3-0 la gara di andata.
Battendo il Bala Town per un complessivo 3-1 (3-0 in casa e 0-1 in trasferta) nel turno preliminare di Europa League 2018-2019, il Tre Fiori è invece il primo club capace di superare un turno di una competizione europea.
Nel 2019 San Marino ha ospitato, affiancando l'Italia, la 22ª edizione del Campionato europeo di calcio Under-21; le gare in territorio sammarinese si sono disputate al San Marino Stadium di Serravalle.

### Ciclismo
A San Marino arrivava una famosa classica italiana di settembre, la Coppa Placci, la cui partenza era fissata a Imola. L'ultima edizione si è svolta nel 2010.
San Marino è stata inoltre più volte arrivo di tappa del Giro d'Italia:
- 1997 (19 maggio): 3ª tappa, cronometro individuale, vinta dal russo Pavel Tonkov.
- 1998 (27 maggio): 11ª tappa, vinta da Andrea Noè.

Silvio Zonzini è l'unico ciclista del suo paese ad aver partecipato a due campionati del mondo su strada professionisti: nel 1988 a Ronse e nel 1989 a Chambéry.
Daniela Veronesi è invece stata la ciclista di punta sammarinese verso la fine degli anni '90, arrivando 3ª al Giro d'Italia femminile del 1999.

### Motori
Il Gran Premio di Formula Uno di San Marino si è tenuto dal 1981 al 2006 all'Autodromo Enzo e Dino Ferrari di Imola, in Emilia-Romagna, a circa 100 km a nordovest da San Marino.
Nel motomondiale gareggiano 2 piloti sammarinesi: Manuel Poggiali, vincitore di 2 titoli mondiali in 125 e 250, e Alex De Angelis, che ha ottenuto una sola vittoria in otto stagioni.
Dalla stagione 2007 è tornato a disputarsi il Gran Premio motociclistico di San Marino e della Riviera di Rimini di MotoGP sulla pista di Misano Adriatico al Misano World Circuit Marco Simoncelli, già utilizzata nelle gare di Superbike e in passato anche dal motomondiale.
Nel Castello di Serravalle ha sede la squadra motociclistica Scot Racing.

### Pallavolo
La Federazione Sammarinese Pallavolo FSPAV nasce nel 1980 ad opera di alcuni insegnanti di Educazione Fisica ed appassionati/praticanti e dall'esigenza di attivare e codificare una disciplina sportiva che è già giocata molto nelle scuole di ogni ordine e grado ed occupa gran parte della vita sportiva nella società sammarinese. È lo sport più praticato nelle scuole ed è l'unico a livello femminile che oltre ad avere una base ampia ha raggiunto risultati di valore in campo internazionale. San Marino partecipa al campionato italiano maschile di serie C e quello femminile di seconda divisione con i rispettivi club affiliati alla FSPAV. La FSPAV è affiliata alla Federazione Internazionale di Volleyball FIVB dal 1986 ed ha una convenzione con FIPAV che consente alle squadre sammarinesi di giocare nei campionati italiani. Vi sono le squadre Nazionali indoor che dal 1987 ad oggi hanno ottenuto significativi risultati ai Giochi dei Piccoli Stati d'Europa ed il Beach Volley disciplina molto praticata nella quale si distinguono i fratelli Alfredo e Francesco Tabarini.

### Pallacanestro
La Federazione Sammarinese Pallacanestro nasce nel 1968 ed è membro della Federazione Internazionale Pallacanestro e della FIBA Europe.
La squadra di club più importante di pallacanestro è la Pallacanestro Titano, fondata nel 1969, che ha sede a Serravalle ma è affiliata alla Federazione Italiana Pallacanestro. Gioca le partite casalinghe al Multieventi Sport Domus di Serravalle.
L'edizione 2000-2001 della Coppa Korać ha visto per la prima volta una formazione sammarinese (ovvero la Pallacanestro Titano che all'epoca era impegnata nella Serie B2 italiana) partecipare alle coppe europee di basket. Nell'edizione successiva, che è stata anche l'ultima ad essersi disputata, furono due le squadre sammarinesi a prendere parte alla competizione: la Pallacanestro Titano e il Borgo Maggiore, quest'ultimo impegnata nel campionato italiano di Promozione.

### Rugby
Nel 2004 è stata fondata l'unica squadra di rugby a 15 di San Marino, il Rugby Club San Marino che è membro della Federazione Italiana Rugby e milita nella Serie C italiana nel girone Marche.
Inoltre 2005 è stata fondata la Federazione Sammarinese Rugby che disputa dal 2005 un campionato dilettantistico tra i diversi castelli di rugby a 7.
Il campo da gioco del Rugby Club San Marino è il Campo sportivo di Chiesanuova.

### Tiro
San Marino ha ottenuto i migliori risultati alle Olimpiadi nelle discipline di tiro.
Francesco Nanni giunse quinto a Los Angeles nel 1984 specialità carabina a terra; Emanuela Felici settima nella gara di Trap (Fossa Olimpica) sia a Sydney 2000 che ad Atene 2004 così come Francesco Amici settimo nel tiro a volo in Grecia.
Ai X Giochi del Mediterraneo in Siria nel 1987 Gian Nicola Berti la medaglia d'argento nel Tiro a Volo (Trap) mentre nel 1993, ai XII Giochi del Mediterraneo Stefano Selva centra anch'egli il secondo posto nel Tiro a Volo, specialità Fossa Olimpica. Ai XV Giochi del Mediterraneo del 2005 ad Almería Daniela Del Din vince la medaglia d'argento nel Tiro a Volo (Trap), quattro anni dopo a Pescara ottiene il primo oro nella storia di San Marino in tale competizione.

## Olimpiadi
San Marino ha partecipato a numerose edizioni delle Olimpiadi sia estive sia invernali. 
Partecipa inoltre ai Giochi del Mediterraneo e ai Giochi dei piccoli stati d'Europa, dove ha conquistato, ad oggi, 61 medaglie d'oro, 109 medaglie d'argento e 141 medaglie di bronzo.
A San Marino è passata la Torcia olimpica dei XX Giochi olimpici invernali di Torino 2006, alle quali ha partecipato un solo atleta sammarinese, Marino Cardelli, slalomista che non ha però terminato la sua prova.
La prima medaglia olimpica nella storia di San Marino è ad opera di Alessandra Perilli, che il 29 luglio 2021 giunse terza nel trap femminile ai Giochi della XXXII Olimpiade di Tokyo. Era suo anche il precedente miglior piazzamento di un atleta sammarinese ai Giochi, essendosi piazzata al quarto posto nella stessa specialità a Londra 2012. Alle Olimpiadi di Tokyo 2020 si è affermato anche Gian Marco Berti, medaglia d'argento nel trap a squadre, assieme ad Alessandra Perilli. E ancora Myles Amine, medaglia di bronzo nella lotta.